# Gamla Stockholmsvägen

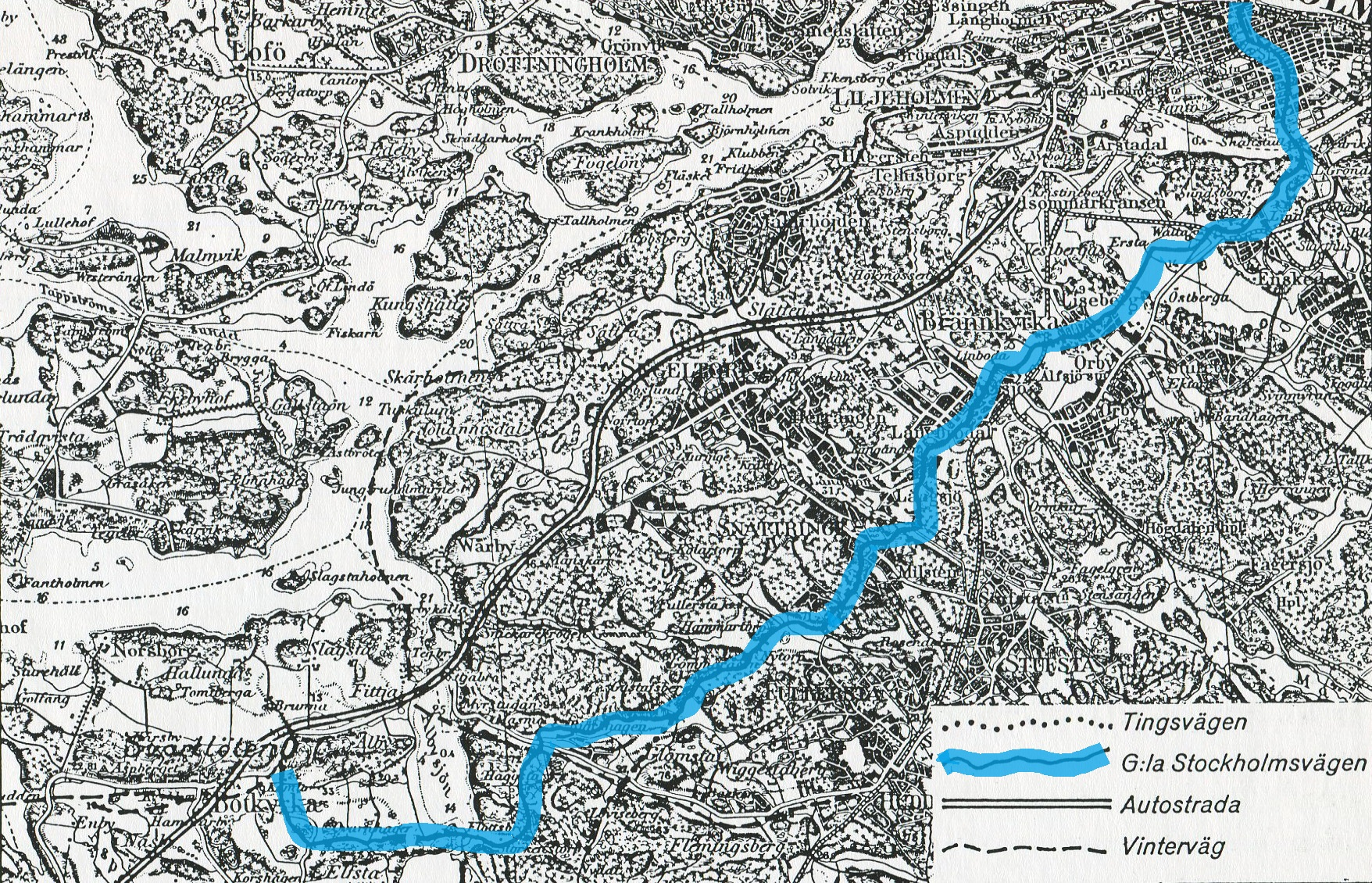
Sträckning av Gamla Stockholmsvägen på en äldre karta över södra Stockholm.

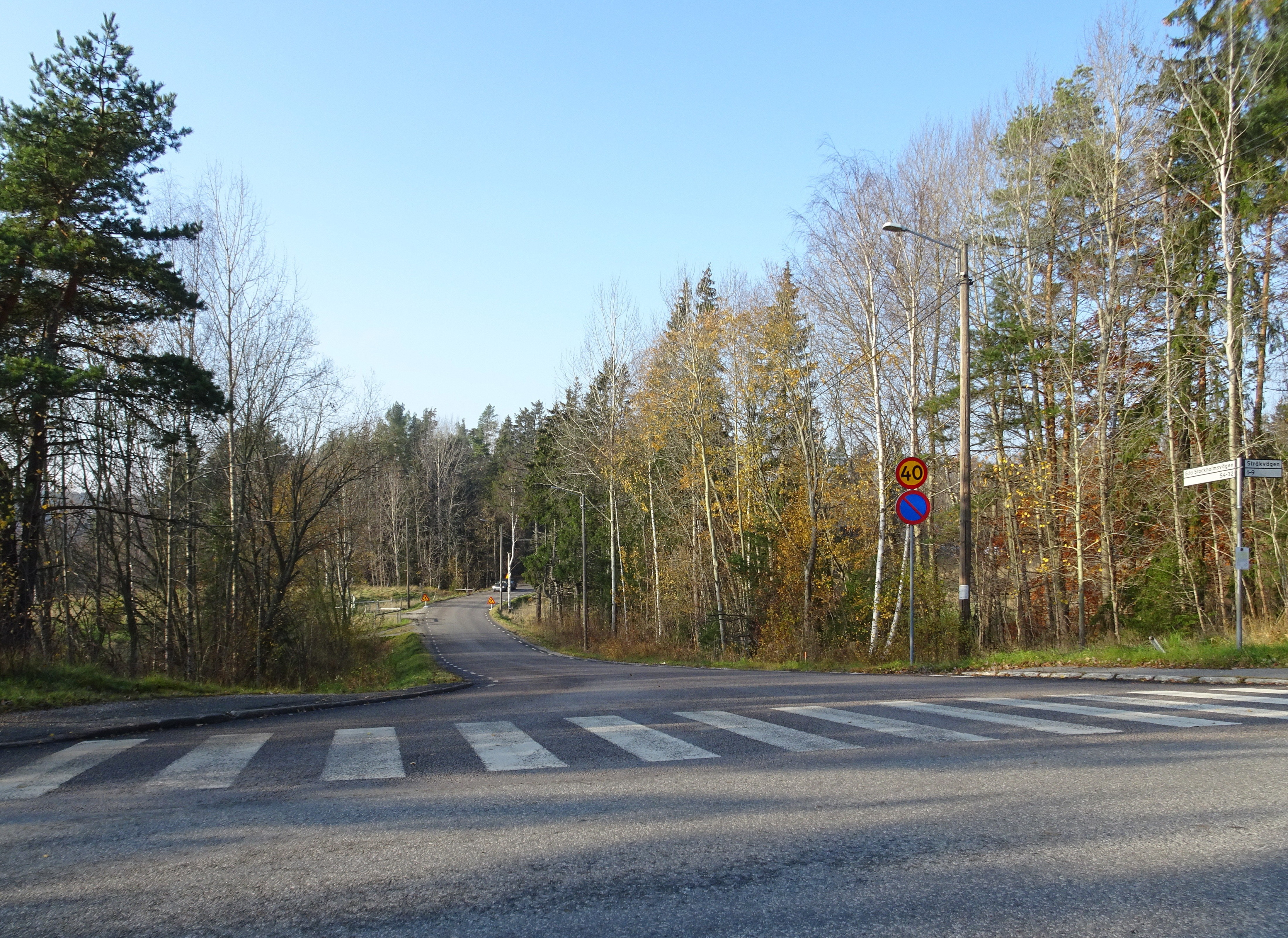
Gamla Stockholmsvägen i Huddinge.

Gamla Stockholmsvägen är en vägförbindelse mellan Snättringe och Glömsta i Huddinge kommun.

## Beskrivning
Vägen sträcker sig i sydvästlig riktning från Källbrinksvägen i nordost förbi sjön Gömmaren till Glömstaleden i sydväst. Vägsträckan är ca fyra kilometer lång. 
Gamla Stockholmsvägen är en mycket gammal vägförbindelse. Fram till tiden omkring år 1660 utgjorde den en del av Göta landsväg som förband Stockholm via Flottsbro och Södertälje med södra Sverige.
Förmodligen har vägen förhistoriska traditioner, vilket en del fornlämningar längs vägen vittnar om. Vid vägen låg några torp, bland dem Björkhagen, Fredriksdal, Källbrink, Nytorp och Jeriko. Av dem existerar fortfarande Nytorp som sedan 1991 inhyser Café Nytorp. Torpet Källbrink brann ner 1886 och gav namn åt Källbrinks IP och Källbrinksvägen. Torpet Fredriksdal finns också bevarat och ingår numera i renoverad form i nybyggda bostadsområdet vid Gretas backe.